# Università degli Studi di Altamura
L'Università degli Studi di Altamura è stata un'antica università del Regno di Napoli. Fu istituita ad Altamura nel 1747 da Carlo III di Borbone, in seguito all'idea dell'allora arciprete della cattedrale di Altamura, Marcello Papiniano Cusani. Fu ufficialmente chiusa nel 1812, per motivi principalmente economici, anche se dai documenti dell'archivio capitolare di Altamura risulta che gli insegnanti continuarono a insegnare fino al 1821.

## Storia
L'Università degli Studi di Altamura fu istituita nel 1747 da re Carlo III di Spagna ed ebbe sede all'interno del palazzo vescovile di Altamura. Il principale fautore della proposta fu Marcello Papiniano Cusani, arciprete della cattedrale, che qualche mese prima aveva suggerito al re di utilizzare il denaro, accumulato a partire dal 1640 a Monte a Moltiplico, per un'università; benché lo scopo previsto fosse diverso, ossia trasformate la cattedrale di Altamura in un vescovado.

Carlo III valutò positivamente la proposta che rientrava nel quadro delle sue riforme atte a togliere il primato dell'istruzione agli istituti religiosi, aprendo scuole e università reali. Tuttavia il denaro raccolto a Monte a Moltiplico fu insufficiente per tale progetto e ne nacque un problema finanziario che ridusse il numero dei corsi offerti e ne ridimensionò la realizzazione. Cusani attinse, allo scopo, anche da altre offerte religiose. Ad Altamura l'idea ebbe seguito; dapprima si pensò ad un seminario gesuitico, ma l'ipotesi fu bocciata da molti ministri napoletani, i quali giudicarono negativamente il potere dei gesuiti.

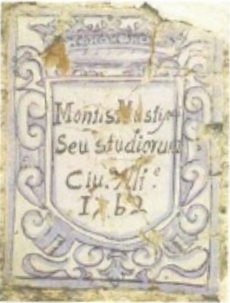
Targa scoperta nel 1997 su un architrave dei locali del piano terra del palazzo prelatizio, sede dell'università (Montis M[ultiplic]i stipiu[m], seu studiorum civ[itatis] Alt[amurae], che significa "Delle offerte di Monte a Moltiplico, ossia delle scuole della città di Altamura")

Bernardo Tanucci e Vitangelo Bisceglia raccontarono che l'Università godette di un'ottima reputazione ai suoi tempi. Per via dell'università, Tanucci definì Altamura l'"Appula Atene", mentre altre fonti la definirono l'"Atene di Puglia".
Gli insegnamenti nel corso degli anni subirono variazioni ma complessivamente furono legati a agronomia, botanica, chimica, diritto, diritto ecclesiastico, ebraico, fisica, geometria, greco antico, latino, matematica, medicina, mineralogia e teologia.
L'Archivio capitolare e l'Archivio Biblioteca Museo Civico di Altamura conservano le documentazioni storiche. L'università contribuì allo sviluppo e alla diffusione della cultura sia ad Altamura sia nell'intero Regno di Napoli. Secondo alcune fonti tuttavia l'università non forniva "gradi di dottorato".

### I primi anni
Considerate la provenienza dei fondi e le aspettative di chi vi aveva contribuito, Cusani dovette muoversi con cautela nello scegliere gli insegnamenti, così come gli insegnanti stessi, che dovevano essere sia preparati sia moralmente irreprensibili. Marcello Papiniano Cusani presentò il primo piano di studi alla Real Camera di Santa Chiara con alcuni insegnamenti che erano all'epoca innovativi. Tale piano di studio prevedeva gli insegnamenti di "umanità", "filosofia moderna", geometria, "teologia metodica" e "canto gregoriano", ma non poté includere per mancanza di fondi, gli insegnamenti di matematica, medicina e diritto civile. Il piano di studi del primo anno accademico prevedeva i soli insegnamenti di letteratura, latino e greco antico.
Una delle caratteristiche della nuova università fu quella di prevedere l'accorpamento delle due funzioni di arciprete della cattedrale di Altamura e di rettore dell'università. Pertanto, l'arciprete della cattedrale diveniva automaticamente rettore. Nel 1749, divenuto rettore, Cusani poté avviare insegnamenti aggiuntivi, quali filosofia e geometria, teologia e medicina oltre a corsi di diritto civile e canonico, di cui era insegnante.
A causa della carenza di fondi, gli stipendi dei professori furono più contenuti rispetto alle retribuzioni medie di quel periodo. Nel 1752, Cusani decise di dimettersi dal suo duplice e inscindibile ruolo di arciprete e rettore, in seguito a screzi con il clero locale. Nel 1753 il nuovo rettore Giuseppe Mastrilli dovette provvedere al pagamento degli stipendi dei docenti; i pagamenti arrivavano spesso in ritardo. Dopo Mastrilli altri rettori continuarono il percorso, ma con scarsi risultati.
Nel decennio 1780 si formò ad Altamura un gruppo di studenti e professori "dediti alle matematiche occupazioni" – all'epoca le discipline scientifiche non erano viste di buon occhio in paese e, in generale, nel regno – ossia un "circolo di studiosi" i quali si premuravano di procurarsi libri di carattere scientifico e di mantenersi aggiornati.
Luca de Samuele Cagnazzi, all'interno del suo saggio pedagogico del 1819, riporta alcuni pregiudizi sull'istruzione e sullo sviluppo delle facoltà intellettuali (in particolare quelle scientifiche) all'epoca diffuse nel Regno di Napoli.

### Il rettorato di Gioacchino de Gemmis
Nel 1782, divenne arciprete e rettore Gioacchino de Gemmis, il quale seppe ridare slancio all'università altamurana. De Gemmis volle riformare l'ateneo altamurano, dando agli insegnamenti un carattere tecnico-scientifico. Egli fu infatti l'artefice d'un programma di riforma dell'università che prevedeva l'istituzione di corsi di fisica sperimentale, botanica e mineralogia congiuntamente al divieto d'uso degli appunti – sostituiti da materiale didattico dato in stampa – onde evitare che gli studenti si distraessero dalle lezioni. Gli studenti avevano però l'obbligo di redigere una dissertazione relativa a quanto studiato durante l'anno. Fu inoltre istituita una biblioteca che s'ampliò negli anni grazie alle donazioni di de Gemmis e di cittadini privati.
Gioacchino de Gemmis promosse tra i docenti l'abitudine di incontrarsi la sera nel suo salotto per discutere di didattica. Successivamente gli incontri serali furono estesi anche ad avvocati, medici, nobili e commercianti, aprendosi parimenti a temi economici, politici, sociali e filosofici. Fu inoltre istituita una biblioteca grazie anche ai libri donati dello stesso de Gemmis e, su richiesta del vicario Vitangelo Bisceglia, fu istituito anche un piccolo orto botanico. Tale orto botanico non esiste più, ma la sua esistenza si ricava dalla corrispondenza dello stesso Bisceglia.
Luca de Samuele Cagnazzi cominciò a insegnare nel 1787 e chiese subito al rettore de Gemmis di creare un gabinetto di fisica a uso degli studenti, dal momento che anche lui, come molti altri di quel periodo, cominciava a rifiutare un indottrinamento solamente teorico e riteneva che le scienze richiedessero l'esperimento per poter essere comprese. Alla morte di Giuseppe Carlucci, avvenuta intorno al 1790, a Cagnazzi fu assegnata la cattedra di Filosofia. Dovette però recarsi per un certo periodo a Napoli per completare degli studi e dottorarsi ai fini dell'insegnamento. Durante il soggiorno a Napoli si aggiornò sui nuovi sviluppi, conobbe eminenti studiosi tra cui Alberto Fortis (1741-1803) e ricevette nuovi stimoli. Raccolse inoltre dei libri, delle collezioni di minerali e forse anche qualche strumento. Tornato ad Altamura, insegnò filosofia naturale, elaborò un piano di riforma che introduceva anche la chimica tra le discipline e si fece aiutare da Paolo Ruggieri nell'insegnamento della matematica.

### L'anno 1799
La nascita della Repubblica Napoletana (1799) e la Rivoluzione di Altamura fermarono in tronco le attività dell'università. Nella città si era venuto a creare un clima di paura: soprusi e vessazioni erano all'ordine del giorno, anche dopo l'abbandono della città da parte delle truppe di Ruffo. I cittadini "ogni giorno venivano fermati e spogliati". Molti degli insegnanti dell'università, come ad esempio Luca Cagnazzi de Samuele, furono accusati di aver partecipato ai moti insurrezionali e allontanati. Anche Gioacchino de Gemmis fu allontanato, e rimpiazzato da Maffione di Bisceglie.

### La chiusura
Nel 1806, con l'arrivo dei francesi e il nuovo re di Napoli Giuseppe Bonaparte, deciso a mettere fine ai privilegi feudali, Gioacchino de Gemmis fu di nuovo nominato rettore dell'Università degli Studi di Altamura, ma restava l'annoso problema della scarsità di fondi. Nel periodo 1809-1812 il numero di studenti, da cento, passò a settanta, e nel 1812 i corsi furono ufficialmente chiusi, anche se i documenti dell'Archivio capitolare mostrano che gli insegnanti continuarono a insegnare fino al 1821.

### Eventi successivi
Dopo la chiusura dell'università, si continuò a parlare di una possibile riapertura, ma, con la Restaurazione e il ritorno dei Borbone al trono, le cose divennero più complicate. Nel decennio 1840, Luca Cagnazzi de Samuele e Gioacchino Grimaldi proposero al sindaco di usare le rendite di Monte a Moltiplico per l'istituzione di un gabinetto di scienze. Dopo l'approvazione del loro progetto, i due curarono di persona l'allestimento e la raccolta della strumentazione e in poco tempo riuscirono ad allestire un "Gabinetto Fisico Mineralogico". La collezione comprendeva oltre centoquindici strumenti e una gran quantità di saggi di mineralogia. Anche il gabinetto così creato rischiò la chiusura, finché, nel 1865, la collezione passò all'Istituto tecnico ginnasiale, dove fu istituito il Gabinetto di Fisica del futuro liceo Cagnazzi, il quale fu utilizzato dalla scuola come materiale didattico. La maggior parte di quel che resta oggi degli strumenti scientifici del Gabinetto di Fisica è databile tra il 1860 e il 1900, mentre una manciata di strumenti risalirebbe addirittura alla seconda metà del Settecento.

## Rettori
- Marcello Papiniano Cusani (1747-1752)
- Giuseppe Mastrilli (1753-)
- Bruno Andrisani
- Celestino Guidotti
- Gioacchino de Gemmis (1782-1799)
- Maffione di Bisceglie (1799-1806)
- Gioacchino de Gemmis (1806-1812)